# Raquel Verdesoto
Ana María Raquel Verdesoto de Romo Dávila (Ambato, 16 de noviembre de 1910 - Quito, 27 de mayo de 1999) fue una educadora, pedagoga, escritora, feminista y activista ecuatoriana que incursionó tanto en la poesía como en el género biográfico. Debutó en el ámbito literario con el poema "Sin mandamientos" en 1934. Perteneció a los grupos literarios “Avanzada” y “Barros”, en la provincia de Tungurahua. Debido a convicciones socialistas, junto con Nela Martínez, Luisa Gómez de la Torre, Isabel Herrería de Saad y otras compañeras fundaron la asociación “Alianza Femenina” y más tarde “Mujeres del Ecuador”. Como activista feminista, fue parte de las fundadoras de la Alianza Femenina Ecuatoriana en 1938 junto a Virginia Larenas, Luisa Gómez de la Torre, Matilde Hidalgo de Prócel y Nela Martínez.

## Vida y obra

### Influencia de su familia
Es incuestionable la influencia de su padre, Francisco Verdesoto Murillo, un leal y valiente oficial de Eloy Alfaro, el cual marcó la vida de Raquel Verdesoto; una mujer reconocida por su inmenso amor a la libertad, a la igualdad y a la justicia. Su pasión por las letras le fue heredada de su abuela por parte de madre, la señora Ana María Hidalgo Fernández Salvador, a la cual tomó como inspiración. Y todo esto en una época en la que la mujer era victimizada y sujeta a consagrarse en las tareas domésticas. Las obras, de las que la doctora Raquel Verdesoto Salgado de Romo Dávila es autora, son ahora patrimonio de la ciudad.
Fue hija del teniente coronel Francisco Verdesoto Murillo y de la señora Lucila Salgado Hidalgo. Raquel estuvo casada con el profesor Miguel Ángel Romo Dávila, con quien compartía el amor por las letras y la libertad; pero nunca logró superar el vacío de su separación final, ya que sin él su lucha había concluido. Egresó como maestra desde la Escuela Normal Manuela Cañizares. Debutó en el ámbito literario con el poemario Sin mandamientos en el año 1934, trabajo con el que se la circunscribió dentro de la poesía decadente moderna.
En 1953 la Facultad de Filosofía, Letras y Ciencias de la Educación le otorgó  el Primer Premio en el Concurso "Historia de la Facultad de Filosofía". En 1954 triunfó en el Concurso Literario Femenino Nacional con la biografía sobre Marieta de Veintimilla. En 1957, en Homenaje al año Internacional de la Mujer, formó parte del Jurado Femenino en el Concurso Poético Nacional "Ismael Pérez Pazmiño".
En el año 2000 (post mortem) la Municipalidad del Cantón Ambato le otorgó la distinción Juan León Mera por su aporte a la literatura ecuatoriana. Este premio fue recibido por una de sus hijas, de manos del doctor Gustavo Noboa, Presidente de la República del Ecuador.
Como activista feminista, fue parte de las fundadoras de la Alianza Femenina Ecuatoriana en 1938 junto a Virgina Larenas, Luisa Gómez de la Torre, Matilde Hidalgo de Prócel y Nela Martínez.

## Docencia

### Doctorado
Raquel Verdezoto entró a la Universidad Central del Ecuador, donde inició sus estudios para especializarse en Literatura, terminó su carrera con Doctorado en Ciencias de la educación.  Años más tarde, la Universidad Central del Ecuador, como reconocimiento a sus méritos más relevantes, la nombró como Profesora Honoraria.

### Su travesía por la enseñanza
Raquel inició sus labores como maestra en Ambato, en el Liceo Municipal Cevallos, etapa en la que sus inquietudes literarias surgieron en  la prensa local. La labor que más  honró fue la de ser maestra, ya que respetó siempre la dimensión  y excelencia de esta misión. Ella consideraba que el propósito fundamental del maestro y del escritor es el "transmitir a las nuevas generaciones la pasión por la defensa de la vida y el sentido de los verdaderos y perdurables valores".
Durante tres décadas tuvo a su cargo la cátedra de Literatura en el Colegio Normal Manuela Cañizares. Trabajó de igual manera en el Colegio Experimental Manuel María Sánchez y  en la Facultad de Filosofía, Letras y Ciencias de la Educación. Fue una de las primeras mujeres que junto con Matilde Hidalgo y Moraima Carvajal,  ejercen el  magisterio en dicha Facultad. La Universidad Central del Ecuador, en reconocimiento a sus relevantes méritos la nombra Profesora Honoraria.

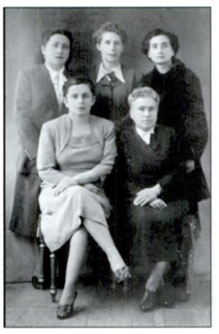
En la parte superior (izquierda a derecha): Graciela de Álvarez, maestra no identificada y Raquel Verdesoto. En la parte inferior (izquierda a derecha): Adela Pinargote de Morillo y María Angélica Idrobo

## Literatura

### Sin Mandamientos
Primer poemario publicado por la autora en 1934. El mismo que escandalizó a la sociedad ecuatoriana de la época, debido a su contenido que resulta un tanto controversial, pues hace referencia a una vida en la cual la religión queda de lado, y se vive con más libertad, lo que no era bien visto en una sociedad con ideas conservadoras. “No tengo mandamientos” es el primer poema que se encuentra presente dentro de esta obra. El mismo hace referencia a una vida libre, en la cual las críticas no existen, y se lleva una vida en la cual varias actitudes revolucionarias están aceptadas.
La Universidad Andina Simón Bolívar junto con el Instituto Metropolitano de Patrimonio. rindió un tributo a la maestra y escritora Raquel Verdesoto de Romo Dávila, en el cual invitaron a la presentación de su antología Sin mandamientos, editada con motivo de cumplirse el centenario de su natalicio.

### Biografía de Manuela Sáenz
Raquel Verdesoto tenía un distintivo interés por la historia, principalmente por la biografía. Entre sus obras más importantes está la biografía novelada de Manuela Sáenz (1963). Esta obra se compone de dos tomos que reconstruye las vivencias de Manuela Sáenz, prócer de la Independencia de América del Sur desde una visión femenina y feminista con una presencia omnisciente. Su trabajo transporta al lector hasta su nacimiento no legítimo, la adquisición de la esclava Jotanás, inclusive el círculo social que la rodeaba hasta el momento de su fallecimiento, el encierro en el Convento de las Catalinas, el romance que mantenía en secreto con Fausto D’Elhuyar, su vida matrimonial con James Thorne y el contexto las vicisitudes de su relación con Simón Bolívar.
Esta producción literaria sucede en distintas cronologías que se componen desde el último período de la colonia hasta las repúblicas principiantes de la época. Además, esta narración se desarrolla en un contexto geográfico multinacional dentro del territorio latinoamericano que comprenden Ecuador, Perú y Colombia.
Verdesoto en su trabajo desenmascara su objetivo final de mostrar la travesía de Manuela en un marco de tiempo, espacio y de su espíritu, como alguien comprometida con los principios de independencia y libertad indistintamente de la doctrina de Bolívar. Este escrito propone una idea diferente de la tradicional versión de que la Libertadora del Libertador generó su lealtad política como resultado de su amor por Simón Bolívar.

### Viajes y poesías
Entre lo más importante en cuanto viajes, fue aquello que en 1950 Raquel Verdesoto viajó a Montevideo, Uruguay, siendo delegada de la Unión Nacional de Educadores Ecuatorianos; en presentación de Ecuador en el Seminario Interamericano de Educación, auspiciado por la UNESCO. De igual manera, Raquel Verdesoto realizó giras de observación por diferentes países del continente Americano como Argentina, Cuba, Chile, entre otros.
Fue perteneciente de grupos de poesía “Avanzada” y “Barros”, esto en la provincia de Tungurahua. Se fundó una asociación, con la ayuda de Nela Martínez, Luisa Gómez de la Torre, Isabel Herrería de Saad y otras compatriotas; llamada “Alianza Femenina” que luego pasó a ser “Mujeres del Ecuador”.

### Obras

#### Poesía
- Sin Mandamientos (1934).
- Labios en Llamas (1936).
- Recogí de la Tierra (1977).
- Ésta Fábula (inédito).
- Del Profundo Regreso (inédito).
- Patio de Recreo (inédito).

#### Otros
- Serie de Microbiografías de Ecuatorianos Ilustres (Ambato: Imprenta Municipal, 1949).
  - Juan Montalvo, fusta de las tiranías, 1832-1889 (1949).
  - Atahualpa: Raíz auténtica de la nacionalidad ecuatoriana, 1497-1533 (1949).
  - Rumiñahui: El defensor heroico del reino (1949).
  - Juan Pio Montúfar, marqués de Selva Alegre, primer presidente de la Junta Revolucionaria de Quito 1762-1822 (1949).
- Manuela Sáenz Tomo I y II (Quito: Editorial Casa de la Cultura Ecuatoriana, 1963).
- Teatro histórico (inédito)

#### Obras de carácter didáctico
Realizó de modo individual o en coautoría varias obras destinadas al ámbito educativo.
- Misión en el Uruguay (1ª edición). Colegio Normal Manuela Cañizares. 1950. OCLC 80341664.
- Arrullos (1ª edición). Editorial Kapelusz. 1955. OCLC 57668237. En coautoría con José Mas y V. Valdivia
- Lecciones de Literatura (1ª edición). Editorial Universitaria. 1965. OCLC 27194662.(tres tomos)
- Lecciones de Literatura (tomo IV) (Inédito)
- Talleres de Literatura (tres tomos)